# قائمة ألعاب ريبيلين ديفلوبمنتز
ألعاب تم تطويرها أو نشرها بواسطة شركة ريبيليِن ديفلوبمنتز 

## الألعاب
- ميدنايت كلوب: ستريت ريسنغ
- ميدل أوف أونر: أندرغراوند
- سنايبر إليت
- كول أوف ديوتي: ورلد أت وور - فاينال فرونتس
- شال شاك :بلود تريلز
- سنايبر إليت
- سنايبر إليت في2
- سنايبر إليت 3
- نيفرديد
- قان
- روجيو تروبر
- سنود
- شيكرد فلاغ
- ألينز فيرسز برداتور (لعبة فيديو 2010) [الإنجليزية]
- ستار وارز باتلفرونت: إليت سكوادرون
- بي دي سي وورلد شامبيونشيب دارتز 2009 [الإنجليزية]
- ذا سيمبسونز جيم [الإنجليزية]
- ألينز فيرسز برداتور: ركويم (لعبة فيديو) [الإنجليزية]
- هاري بوتر أند ذا أوردر أوف ذا فونيكس (لعبة فيديو)
- فري رانينج (لعبة فيديو) [الإنجليزية]
- ستار وارز باتلفرونت: رنجيد سكوادرون
- دلتا فورس: بلاك هوك دون – تيم سابر [الإنجليزية]
- ميامي فايس: ذا جيم [الإنجليزية]
- ديد تو رايتز: ركونينج [الإنجليزية]
- 007: فروم راسيا ويث لوف [الإنجليزية]
- جن (لعبة فيديو) [الإنجليزية]
- دلتا فورس: بلاك هوك دون [الإنجليزية]
- إرون ستورم (لعبة فيديو) [الإنجليزية]
- جنفايتر 2: رفنج أوف جس جامز [الإنجليزية]
- جادج درد: درد فيرسز ديث [الإنجليزية]